# Escola Médica Salernitana

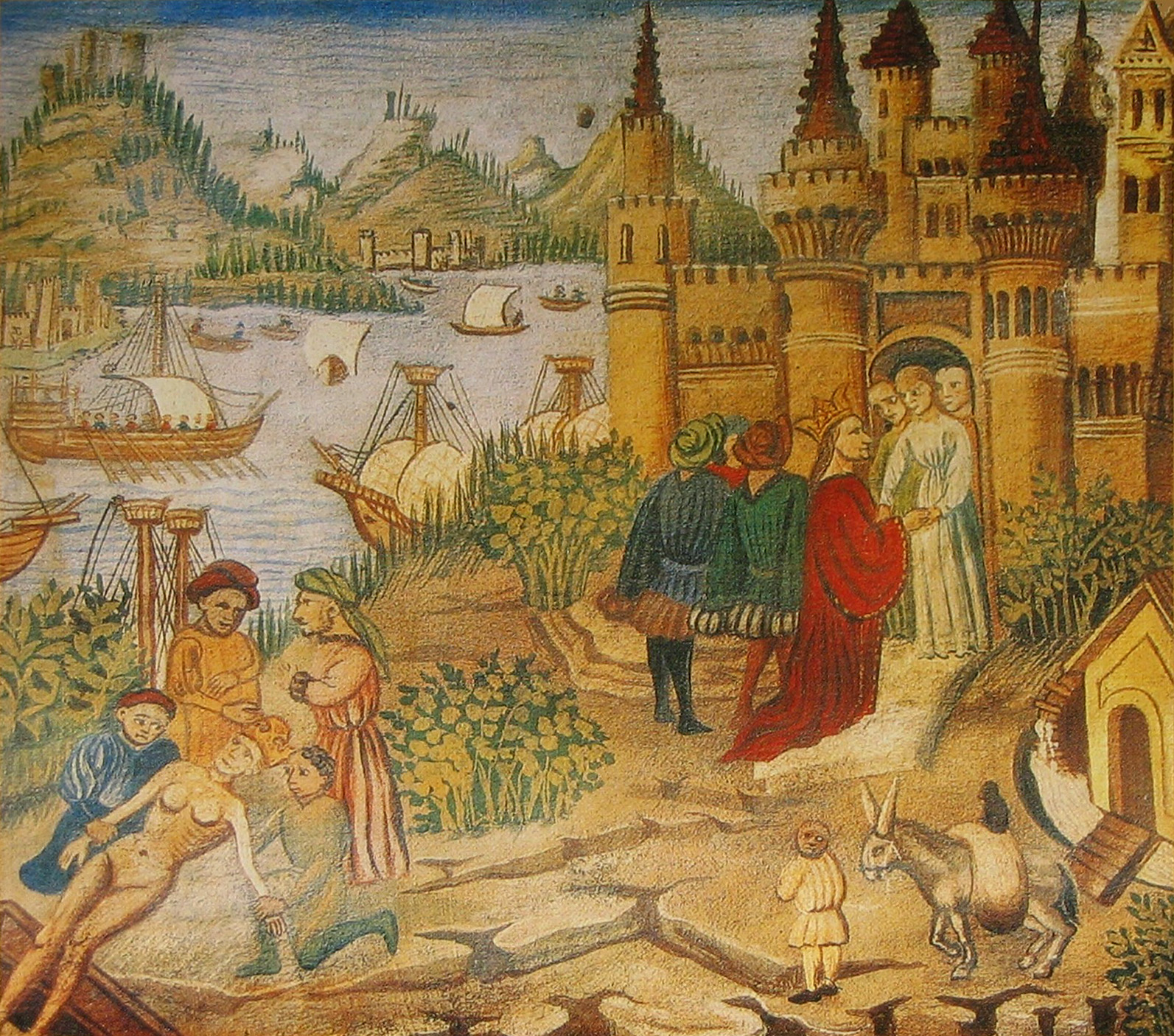
Miniatura que retrata a Escola Médica Salernitana, em cópia do Cânone de Avicena

A Escola Médica Salernitana (em italiano: Scuola Medica Salernitana; em latim: Schola Medica Salernitana) foi a primeira escola de medicina medieval em Salerno, cidade costeira e cosmopolita situada no Mezzogiorno italiano. A Escola foi a mais importante fonte de conhecimento medicinal na Europa em seu tempo. Tratados medicinais árabes, além de traduções dos antigos gregos haviam se acumulado na biblioteca de Montecassino, onde foram traduzidas para o latim; a obra de autores como Galeno e Dioscórides foi complementada e revigorada com a tradição da medicina árabe, conhecida pelos locais através dos contatos com a Sicília e o Norte da África. Como resultado, os médicos formados em Salerno na época não encontravam rivais no Mediterrâneo Ocidental no seu conhecimento prático.

## História
A Escola teve sua sede original no dispensário dum mosteiro fundado no século IX, e alcançou o seu maior esplendor durante os séculos X e XIII, desde as últimas décadas do domínio lombardo, durante o qual a sua fama passou a espalhar para lugares mais afastados, até a queda dos Hohenstaufen. A chegada em Salerno de Constantino, o Africano, em 1077, marcou o início do período clássico de Salerno. Embora o impulso dado por Alfano I, arcebispo de Salerno, e pelo próprio Constantino, o Africano, cujas traduções do árabe ganharam para a cidade o título de Hippocratica Civitas ou Hippocratica Urbs ("Cidade de Hipócrates"). Pessoas de diversas partes do mundo frequentaram a Schola Salerni, tanto os doentes, na esperança de se recuperarem, como estudantes, para aprender as artes da medicina.
Sua fama cruzou fronteiras, como provam os manuscritos salernitanos mantidos em diversas bibliotecas europeias e por testemunhos históricos. Nos séculos XII e XIII, o autor do poema Regimen sanitatis Salernitanum teria colocado deliberadamente a referência à cidade em seus versos, de maneira à anunciar seu trabalho e lhe dar credibilidade. A Escola manteve a tradição cultural greco-romana, combinando-a harmoniosamente com as culturas árabe e judaica, e acolhia estudantes de todos os credos. Este encontro de diferentes culturas levou ao surgimento do conhecimento medicinal a partir da síntese e da comparação de diferentes experiências, como evidencia a lenda que credita a fundação da Escola a quatro mestres: o judeu Helino, o grego Ponto, o árabe Adela, e o latino Salerno. Na Escola, além do ensino da medicina - na qual as mulheres também estavam envolvidas, tanto como professoras quanto como estudantes - existiam cursos de filosofia, teologia e direito.
Diversos livros ajudaram a fazer a fama da escola salernitana, começando com o Pantegni, tradução e adaptação de Constantino do Al-Malaki de Ali ibn Abbas, dez volumes de medicina teórica e dez de medicina prática. O mesmo autor havia traduzido um tratado sobre a oftalmologia de Hunayn bin Ishaq e o Viático, de ibn al Jazzar.
Com o saque de Salerno por Henrique VI, em 1194, durante as disputas dos Hohenstaufen, iniciou-se a decadência da Escola. No século XIII as escolas de medicina de Montpellier e Palermo começaram a eclipsar a escola salernitana. Contudo, a Escola Médica Salernitana continuou a conceder graduações em medicina até que ser definitivamente abolida, em 1811, por Murat.

## Ensino e obras
Os cursos variavam de três a cinco anos, depois de realizados os estudos preliminares nas faculdades de artes. As aulas consistiam na leitura de textos adequados, com os posteriores comentários, discussões e avaliação dos conhecimentos. O método de ensino baseava-se essencialmente na memorização e discussão dos textos das aulas. Destacavam-se as aulas práticas de anatomia, com as correspondentes dissecações, considerado o estímulo mais importante para um ensino mais criterioso e mais rigoroso dos cirurgiões. O domínio da língua latina também era fundamental.
A primeira titulação médica foi regulamentada em 1140 por Rogério II da Sicília, estabelecendo a obrigatoriedade de um exame oficial para o exercício da medicina. Esta disposição foi depois reafirmada em 1240, no Édito de Melfi, promulgado por Frederico II. Frederico instituíu a obrigatoriedade de um curso superior em Salerno para os médicos, ao mesmo tempo em que proibiu qualquer sociedade entre médicos e farmacêuticos e determinou que estes tinham de dispensar os medicamentos de acordo com as receitas médicas e as normas da arte provenientes de Salerno.
Das obras nascidas da Escola de Salerno nos séculos XII e XIII, destaca-se o Tractatus de aegridinum curatione, obra colectiva de vários mestres de Salerno, onde se reúnem os ensinamentos de medicina geral. Trotula é associada à obra De passionibus mulierum, que aborda temas como ginecologia, obstetrícia e cosmética. Ao conjunto de saberes ministrados aos estudantes de Salerno, destaca-se a Articella. Nas obras de conteúdo farmacêutico e terapêutico salientam-se o Antidotarium de Nicolau Salernitano (1110–1150) e o De simplici Medicina (ou Circa instans, as duas palavras com que se inicia o texto) de Mateus Plateário, o Jovem. O Antidotarium de Nicolau era dirigido exclusivamente aos estudantes de medicina; contudo, em 1322, a Faculdade de Medicina de Paris]] determinou ser obrigatória a sua existência em todas as boticas, tornando-o um dos receituários mais utilizados por médicos e farmacêuticos durante a Idade Média. Continha nas obras iniciais 115 fórmulas farmacêuticas, contudo as versões mais recentes excediam as 175, ordenadas alfabeticamente e com um apêndice sobre pesos e medidas. Providenciava receitas de medicamentos, que tinham por base o açúcar e o mel, possibilitando a sua conservação por longos periodos e portanto, pudendo ser dispensados à medida que eram requisitados. Já o Circa instans possui cerca de 250 artigos sobre drogas medicinais, também ordenadas alfabeticamente, referindo-se às suas propriedades, etimologia e história.